# Velerim și Veler Doamne
Velerim și Veler Doamne este un roman dramatic din 1933 de Victor Ion Popa. În cel mai realizat roman al său, Popa a scos în evidență cruda fatalitate care-l urmărește pe omul umil.

## Prezentare
„
După dealul cel mai mare
 Velerim și veler Doamne”
Personajul principal este Manlache Pleșa, uriaș ca aspect fizic dar cu suflet de copil, el este înclinat să facă fapte rele, până la crimă, în dorința de a-și apăra „dreptatea”. Din gelozie, ucide în tinerețe pe ibovnicul soției sale și stă zece ani la ocnă. După ce iese din pușcărie află cu obidă că Anica, soția sa, s-a recăsătorit. Cu ajutorul coanei Tasica, conul Leon (arendașul moșiei Călmățui) îl angajează paznic la curte. Se dovedește devotat sarcinilor pe care le are ca paznic de conac boieresc, dar lumea se teme de el ca fost ocnaș.
Între timp se îndrăgostește de Rusandra lui Tigău, care era voinică cât un munte. Manlache crede că a venit și liniștea în viața sa, dar într-o zi în Hîrtopul Herătăului a fost găsit cu capul sfărâmat de lovituri de secure Hrisant Logotidis, mare angrosist de cereale din Galați.
Manlache are conflicte cu cârciumarul Jugănaru și cu șeful de post, dar se împacă repede cu aceștia. Cel mai mare dușman al său este cel care l-a angajat doar insistențele coanei Tasica: conul Leon nu mai are liniște de teama acestuia. 
În noaptea crimei, Manlache a venit de la Rusandra și a trecut pe lângă locul crimei. De frică să nu cadă vina pe el, a dispărut din sat. În cele din urmă, chiar dacă s-a comportat în sat ca un om liniștit și cinstit, Manlache este acuzat în lipsă de această crimă. Hăituirea sa de către autorități este tema principală a romanului. Șerban Cioculescu, în articolul „Romanul românesc 1933” spune că „privit în ansamblu, romanul tinde să comunice un fior de tragism într-o acțiune epică, cu eroi din lumea satelor”.
Scriitorul realizează magistral portretul fugarului care fuge zi și noapte prin ogoare, haturi și zăvoaie, hăituit necontenit de autorități. Cantonierul Moș Petrache îi dă hrană și-l ascunde la el. Jandarmii descoperă până la urmă ascunzătoarea, dar Manlache reușește să fugă cu Moș Petrache din mâinile acestora peste Siret. Pleșa este rănit de urmăritori, moș Petrache îi scoate cangrena cu cuțitul și-l lecuiește cu medicamente de la Focșani. Apoi, ca să câștige timp, moș Petrache declară autorităților neîncrezătoare că l-a ucis el pe Manlache. Acesta, vindecat și la adăpost de urmăritori, urcă în munți pentru a ajunge la duhovnicul de la Tîrgu Ocna pentru a muri. Manlache află că moartea lui Hrisant Logotidis a fost opera unor găzari (primul indiciu a fost arma crimei care era plină de păcura folosită de găzari). Cu ajutorul câinelui său Firicel îi pândește pe găzari. Îi prinde și îi predă autorităților în schimbul eliberării lui Moș Petrache.
Întors la Rusandra, nu are parte de liniște. Ion, un țăran cu înfățișare hâdă se luptă pentru ea cu  Manlache. Lupta o câștigă Ion, deoarece apare Anica, fosta soție a lui Manlache, gonită de noul ei bărbat. Ea amenință că se omoară dacă Manlache nu o primește la el. Rusandra se căsătorește fără tragere de inimă cu Ion. Rusandra  îi oferă dragostea lui Manlache, dar moare împreună cu copilul pe care trebuia să-l nască, din cauza moașei criminale plătită de Anica. 
Manlache încearcă să uite totul înrolându-se și participând la Primul Război Mondial. După o săptămână este rănit grav și lăsat la vatră. Își reia funcția de paznic al moșiei Călmățui. Aici, în lipsa conului Leon aflat pe front, este încartiruit un ofițer tânăr care devine amantul coanei Tasica. Ordonanța ofițerului, un individ laș, invidios și fără scrupule îl trimite pe front să moară pe Vasik, cel mai bun prieten al lui Manlache. Apoi ordonanța îl omoară pe Firicel, cățelul lui Manlache. Nebun de durere, Manlache omoară ordonanța în bătaie, iar ofițerul îl împușcă pe Manlache pe la spate. Manlache se întoarce cu fața spre ofițer și îi strigă să-l împuște în piept, acesta trage. Manlache înainte să moară îl strânge de gât pe ofițer, dar la rugămințile coanei  Tasica îi dă drumul și moare.

## Analiză critică
La publicarea romanului în 1933, acesta a avut o primire deosebită atât din partea publicului cât și a criticii literare. Ștefan Cristea afirma în Victor Ion Popa. Viața și descrierea operei. Contribuții documentare că „primul roman de război, autobiografic și memorialistic Floare de oțel apărut în 1930 la Editura Vremea ca și apariția romanului Velerim și Veler Doamne în 1933, exersat mai întâi în încorsetarea dialogată a unor piese, nu fuseseră numai strălucite succese literare, dar constituiau și mesaje de pace sau atitudini democratice”.
Romanul a primit premiul „I. Al. Brătescu Voinești” decernat de Societatea Scriitorilor Români.
Datorită acestui roman, George Călinescu în Istoria literaturii române de la origini până în prezent îl apreciază în primul rând pe romancierul Victor Ion Popa (și nu pe dramaturgul Victor Ion Popa). În capitolul Romancierii din Istoria literaturii române, Compendiu, George Călinescu ignoră celelalte scrieri în proză ale autorului și evidențiază exclusiv romanul  Velerim și Veler Doamne.  George Călinescu consideră că este „un roman bun, curat, epic, aproape polițist” și că tratează „fuga de fiară încolțită a lui Manlache Pleșa, care, fost ocnaș, se teme cu prilejul comiterii unei crime de care e nevinovat să nu fie tras tot el la răspundere”. Călinescu continuă afirmând că „Pleșa nu se lasă până ce nu prinde pe adevăratul criminal”. Povestea prezintă oarecare similarități cu scenariul Focuri sub zăpadă din 1941, un film neterminat în care un tânăr arhitect este bănuit de crimă și trebuie să-și dovedească nevinovăția și să-l găsească pe adevăratul criminal.
Tema omului simplu care cade în mrejele justiției este des întâlnită în literatura nuveliștilor interbelici.
Pompiliu Constantinescu crede că Velerim și Veler Doamne este un „roman al fabulosului rustic”.
Pentru scrierea acestui roman, autorul s-a documentat amănunțit în privința vieții eroilor săi, mai ale a eroului principal, Manlache Pleșa, personaj complex cu „mari blândeți și sumbre ciudățenii”, care a avut ca prototip un personaj real omonim. Pentru realism, autorul face apel la amintirile sale din copilărie din lumea satului unde a trăit și l-a cunoscut pe adevăratul Manlache Pleșa. Pentru împrospătarea amintirilor, Victor Ion Popa s-a dus la Călmățui, vatra de existență a eroului.
Romanul câștigă în originalitate și datorită limbajului folosit de scriitor care reușește să pătrundă în subtilele particularități ale graiului moldovenesc, Victor Ion Popa folosește cuvinte ca teică, treucă, hudiță, postață, durdură, tăul, dăinăit, giugea, săndulie și altele în dialoguri care fac uneori abuz de astfel de termeni.
Autorul surprinde multe elemente ale prozei epice: aspecte cu pronunțat caracter social, de clasă, mentalitățile unor grupuri sociale, moravuri, intrigi polițiste, idealuri de viață, frământări erotice. Romanul este o pledoarie socială privind incompatibilitatea între idealul de viață al omului simplu în lupta cu mediul de viață viciat de orânduirea socială nedreaptă.

## Ecranizare
A fost ecranizat în 1976 de Sergiu Nicolaescu sub titlul Osânda, cu Amza Pellea ca țăranul Manlache Preda, fost ocnaș, Ernest Maftei ca Petrache Sava, cantonier și Gheorghe Dinică ca Ion, șeful postului de jandarmi.
Scenariul acestui film a fost scris de inginerul sunetist Anușavan Salamanian și regizorul Sergiu Nicolaescu. Cei doi coautori au încheiat la 27 august 1975 un contract cu Casa de Filme 5 pentru scenariul viitorului film. 
Nicolaescu a afirmat că a lucrat intens la scrierea scenariului împreună cu Titus Popovici, fiind modificate unele aspecte din roman. Scenariștii au preluat câteva personaje printre care personajul principal Manlache Pleșa (căruia i-au schimbat numele în cel de Manlache Preda) și Rusanda (aceasta era în roman un personaj secundar, dar în film a dobândit o întindere mai mare și i s-a schimbat numele în cel de Ruxandra), precum și câteva întâmplări, dar au modificat semnificațiile faptelor relatate, punând accentul pe laturile sociale descrise în roman.

## Istoria publicării
- Victor Ion Popa, Velerim și Veler Doamne, Editura „Cultura Națională”, București, 1933
- Victor Ion Popa, Velerim și Veler Doamne, ed. a II-a, Editura „Cultura Națională”, București, f.a.
- Victor Ion Popa, Velerim și Veler Doamne, ed. a III-a, Editura Cugetarea, București, 1938
- Victor Ion Popa, Velerim și Veler Doamne, Editura Cugetarea, București, 1942
- Victor Ion Popa, Velerim și Veler Doamne, Editura Cugetarea, București, 1945
- Victor Ion Popa, Velerim și Veler Doamne. Floare de oțel, București, 1958
- Victor Ion Popa, Velerim și Veler Doamne, Editura Minerva, 1970
- Victor Ion Popa, Velerim și Veler Doamne. Floare de oțel, Editura Eminescu, București, 1974
- Victor Ion Popa, Velerim și Veler Doamne. Floare de oțel, ediție îngrijită de Ion Neață, Timișoara, 1985
- Victor Ion Popa, Velerim și Veler Doamne, Editura Minerva, 1990, ediție îngrijită de Ion M. Dinu
- Victor Ion Popa, Velerim și Veler Doamne, Chișinău Hiperion, 1991

## Teatru radiofonic
- Velerim și Veler Doamne, Dramatizare radiofonică de Nicoleta Toia, cu Răducu Ițcuș ca Manlache Pleșa; Mihai Mereuță ca Moș Petrache; Constantin Cotimanis ca preotul; Nicolae Iliescu ca judecătorul; Monica Ghiuță ca Rusandra; Ion Chelaru ca jandarmul; Florin Chițu - copilul; alte roluri Mărioara Sterian, Petrică Lupu, Ion Lemnaru, Lucia Cosmeanu Maier, Nicolae Stângaciu și Marius Chivu. Regia de studio: Violeta Berbiuc[22]